# Arenaria nevadensis
Arenaria nevadensis es una especie de planta de flores perteneciente a la familia Caryophyllaceae. Es endémica de España. Se hábitat natural son los matorrales tipo mediterráneo. Se le trata en peligro de extinción por pérdida de hábitat.

## Descripción
Es una hierba anual, erecta, ramosa, que alcanza un tamaño de hasta 9 cm de altura. Tallos erecto-ascendentes, a menudo purpúreos, con indumento de pelos eglandulosos cortos, subretrorsos, y pelos glandulosos patentes. Hojas inferiores 3,5-9 × 1,5-4 mm, de obovadas u ovadas a lanceoladas, atenuadas o truncadas en la base, algo carnosas, glabras, plurinervias; las caulinares superiores oblongo-lanceoladas o lineares, sésiles, con nervadura neta, casi siempre de 3 nervios subparalelos. Las inflorescencias en cimas corimbiformes densas, de hasta 8(10) flores; pedicelos fructíferos erectos, de hasta 6 mm. Cáliz (3,5)4-6 mm, subcilíndrico, peloso; sépalos oblongo-lanceolados, atenúados en el ápice, subagudos, con 3-5(7) nervios muy netos. Pétalos 3-4 mm, subenteros, blancos. Anteras de 0,5 mm. Cápsula 3-4 mm, oblonga, inclusa. Semillas 0,7-1 mm, subreniformes, rugulosas, con las células de la testa poco prominentes.

## Distribución y hábitat
Se encuentra en terrenos sueltos arenosos y cascajares silíceos, en esquistos; a una altitud de 3000 m s. n. m. (metros sobre el nivel del mar) en Sierra Nevada, donde es una especie rara: principalmente en el Mulhacén; citada también del Almirez, donde su presencia es dudosa.

## Taxonomía
Arenaria nevadensis fue descrita por Boiss. & Reut.  y publicado en Diagnoses Plantarum Orientalium Novarum, ser. 2, 1: 90. 1854.
Etimología
Arenaria: nombre genérico que deriva del término latino arenarius = ‘de arena’, ‘arenoso’. Adjetivo sustantivado: la planta a la que J.Bauhin dio este nombre en 1631 vive en terreno arenoso.
nevadensis: epíteto geográfico que alude a su localización en Sierra Nevada.
Sinonimia
- Arenaria serpyllifolia Bourg. ex Willk. & Lange[5]